# Etelis oculatus
Etelis oculatus, chamado no Brasil de "pargo-oculado", é um peixe de águas profundas que vive no Atlântico Ocidental, com registros desde a Carolina do Norte (EUA) até o litoral do Maranhão.

## Sinônimos
- Serranus oculatus - Valenciennes, 1828
- Erythrobussothen gracilis - Parr, 1933[4]

## Descrição
Corpo alongado, escamas médias e coloração vermelho-rosada que clareia nos flancos. Olhos grandes (do latim *oculatus*, “ocular”). Nadadeira dorsal com 10 espinhos e 11 raios brandos; anal com 3 espinhos e 8 raios. Tamanho até 95 centímetros e peso até 11 quilogramas; mais comum entre 50 e 70 centímetros.

## Habitat e distribuição
Habita fundos rochosos e recifes entre 100 e 533 metros de profundidade, sendo capturado no Maranhão por espinheis e armadilhas a partir de 100 metros.

## Ecologia
Predador mesobentônico, alimenta-se de peixes menores, crustáceos e cefalópodes. Jovens ocupam águas pelágicas médias antes de migrarem para o fundo rochoso.

## Reprodução
Espécie ovípara de desova pelágica; detalhes do ciclo reprodutivo no Maranhão ainda não estão documentados.

## Importância para o Maranhão
Valor econômico moderado em pescarias artesanais e comerciais, onde é chamado de “pargo-piranga” e vendido fresco em mercados locais.

## Conservação
Classificado como **Dados Insuficientes** pela IUCN por falta de dados populacionais. Sofre barotrauma irreversível ao ser trazido de grandes profundidades, dificultando soltura segura. Não há regulamentação específica no Brasil.